# Jumeaux
Pour les articles homonymes, voir Jumeaux (homonymie) et Jumeau (homonymie).
Jumeaux est une commune française, située dans le département du Puy-de-Dôme, en région Auvergne-Rhône-Alpes.

## Géographie

### Localisation
Jumeaux se situe au bord de l'Allier, au sud du département du Puy-de-Dôme, à la limite du département de la Haute-Loire.
La commune est également à proximité de l'A75 qui concède aux habitants une forte mobilité. C'est un atout majeur qui permet une liaison rapide avec les grand pôles urbains comme Brioude, Issoire et Clermont-Ferrand en moins d'une heure.

#### Quartiers
Jumeaux est divisé en 8 quartiers :
- Le Pacher (Pacheix)
- Les quartiers de l'église est et ouest
- La Maille
- La Virade
- Aubettes
- Le Pouget
- Les Rochelles

| Auzat-la-Combelle |                      | Esteil                   |
|                   | Jumeaux              |                          |
| Brassac-les-Mines | Vézézoux Haute-Loire | Saint-Jean-Saint-Gervais |

### Climat
Pour des articles plus généraux, voir Climat d'Auvergne-Rhône-Alpes et Climat du Puy-de-Dôme.
En 2010, le climat de la commune est de type climat du Bassin du Sud-Ouest, selon une étude du Centre national de la recherche scientifique s'appuyant sur une série de données couvrant la période 1971-2000. En 2020, Météo-France publie une typologie des climats de la France métropolitaine dans laquelle la commune est exposée à un climat de montagne ou de marges de montagne et est dans la région climatique  Nord-est du Massif Central, caractérisée par une pluviométrie annuelle de 800 à 1 200 mm, bien répartie dans l’année. 
Pour la période 1971-2000, la température annuelle moyenne est de 11,2 °C, avec une amplitude thermique annuelle de 17 °C. Le cumul annuel moyen de précipitations est de 657 mm, avec 7,9 jours de précipitations en janvier et 6,9 jours en juillet. Pour la période 1991-2020, la température moyenne annuelle observée sur la station météorologique de Météo-France la plus proche, « Issoire », sur la commune d'Issoire à 14 km à vol d'oiseau, est de 12,0 °C et le cumul annuel moyen de précipitations est de 610,7 mm,. Pour l'avenir, les paramètres climatiques de la commune estimés pour 2050 selon différents scénarios d'émission de gaz à effet de serre sont consultables sur un site dédié publié par Météo-France en novembre 2022.

## Urbanisme

### Typologie
Au 1er janvier 2024, Jumeaux est catégorisée commune rurale à habitat dispersé, selon la nouvelle grille communale de densité à sept niveaux définie par l'Insee en 2022.
Elle est située hors unité urbaine. Par ailleurs la commune fait partie de l'aire d'attraction d'Issoire, dont elle est une commune de la couronne,. Cette aire, qui regroupe 53 communes, est catégorisée dans les aires de moins de 50 000 habitants,.

### Occupation des sols
L'occupation des sols de la commune, telle qu'elle ressort de la base de données européenne d’occupation biophysique des sols Corine Land Cover (CLC), est marquée par l'importance des forêts et milieux semi-naturels (79,4 % en 2018), en diminution par rapport à 1990 (80,6 %). La répartition détaillée en 2018 est la suivante : 
forêts (79,4 %), prairies (9 %), zones urbanisées (6,8 %), terres arables (4,8 %). L'évolution de l’occupation des sols de la commune et de ses infrastructures peut être observée sur les différentes représentations cartographiques du territoire : la carte de Cassini (XVIIIe siècle), la carte d'état-major (1820-1866) et les cartes ou photos aériennes de l'IGN pour la période actuelle (1950 à aujourd'hui).

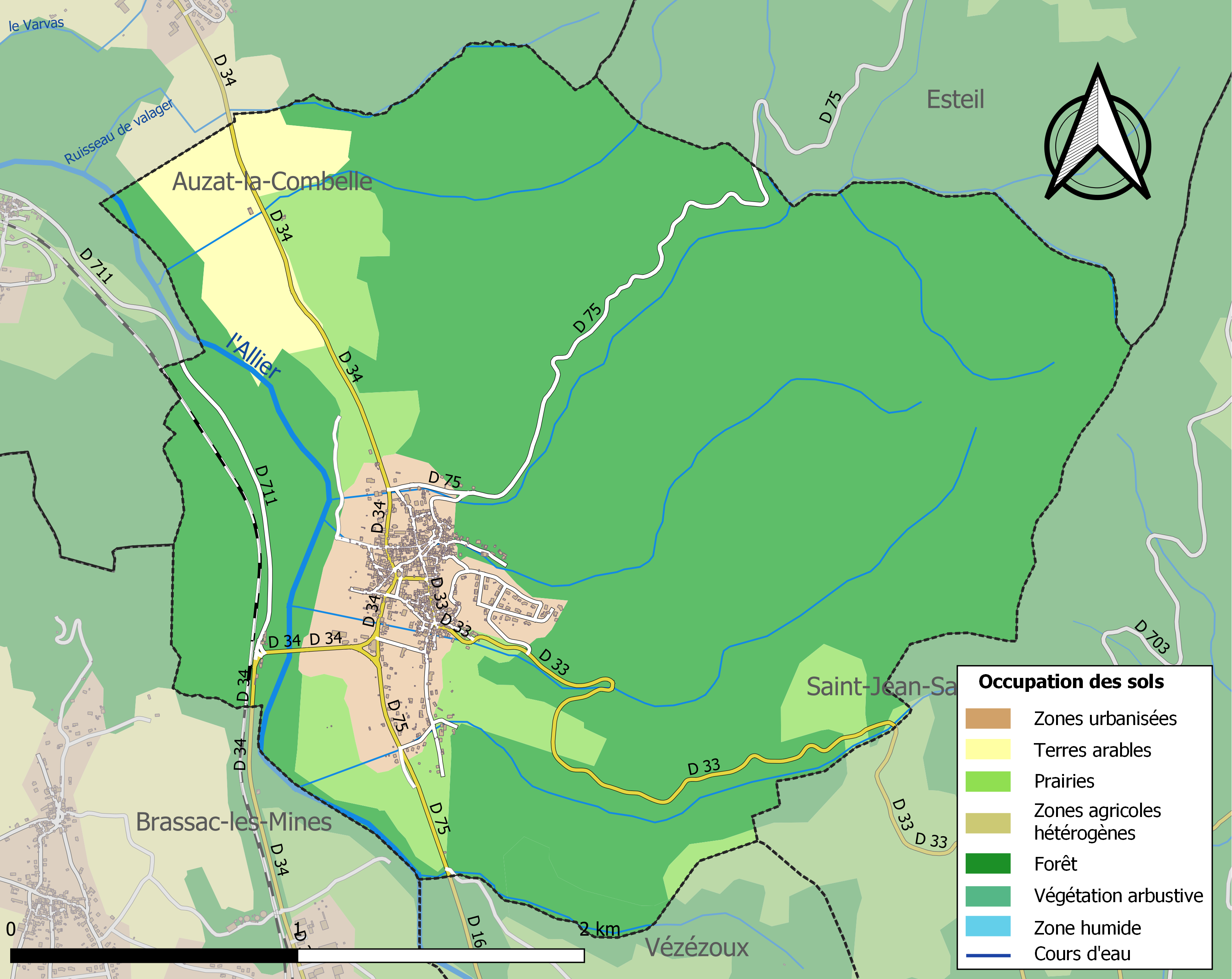
Carte des infrastructures et de l'occupation des sols de la commune en 2018 (CLC).

## Histoire
Jumeaux est née de la réunion de deux paroisses (d'où le nom actuel de la commune) : celle des Aubettes et celle des Rochelles.
Jusqu'en 1767, Jumeaux, alors toujours écrit Gimeaux ou Gymeaux, fait partie de la paroisse d'Auzat-sur-Allier
L’Allier servait jusqu’en 1850 à transporter du bois, des poteries, de la verrerie ou encore du vin. Jusqu’à la fin du XIXe siècle, de nombreux ateliers de travail du bois permettaient la fabrication de bateaux (les sapinières) qui descendaient l’Allier pour rejoindre Paris, transportant charbon, bois, vin.
Le commerce fluvial, et avec lui la batellerie, ont peu à peu décliné dans la seconde moitié du XIXe siècle avec l’arrivée du chemin de fer (ligne Paris-Nîmes). L’activité économique se tourne alors vers les charbonnages ou l’agriculture. Nombre d'hommes travaillent alors pour la Société Commentry Fourchambault ou aux Houillères de la Haute-Loire, dont les puits sont répartis dans les communes alentour : Arrest, Brassac-les-Mines, Charbonniers-les-Mines, la Combelle, Frugières-les-Mines, Sainte-Florine et Vézézoux.
Parmi les familles les plus représentées à Jumeaux entre le XVIIIe et le XXe siècle figurent les Sabatier (Sabbattier, Sabattier), Bardy (Bardi), Bernard, Aubergier (Auberger), Lassaigne (Lasaigne, Lassagne), Bayssat (Beissat, Beyssat, Baissat), Pruneire (Pruneyre, Prunayre, Pruneires), Mathieu (Matthieu), Raynard (Rainard, Reynard, Reinard), Chambe.

## Population et société

### Démographie
L'évolution du nombre d'habitants est connue à travers les recensements de la population effectués dans la commune depuis 1793. Pour les communes de moins de 10 000 habitants, une enquête de recensement portant sur toute la population est réalisée tous les cinq ans, les populations de référence des années intermédiaires étant quant à elles estimées par interpolation ou extrapolation. Pour la commune, le premier recensement exhaustif entrant dans le cadre du nouveau dispositif a été réalisé en 2005.

En 2022, la commune comptait 563 habitants, en évolution de −12,03 % par rapport à 2016 (Puy-de-Dôme : +2,1 %, France hors Mayotte : +2,11 %).
| 1793  | 1800  | 1806  | 1821  | 1831  | 1836  | 1841  | 1846  | 1851  |
| ----- | ----- | ----- | ----- | ----- | ----- | ----- | ----- | ----- |
| 1 211 | 1 106 | 1 545 | 1 416 | 1 826 | 1 836 | 1 820 | 1 780 | 1 712 |

| 1856  | 1861  | 1866  | 1872  | 1876  | 1881  | 1886  | 1891  | 1896  |
| ----- | ----- | ----- | ----- | ----- | ----- | ----- | ----- | ----- |
| 1 529 | 1 305 | 1 319 | 1 321 | 1 303 | 1 249 | 1 216 | 1 179 | 1 144 |

| 1901  | 1906  | 1911  | 1921 | 1926 | 1931 | 1936 | 1946 | 1954 |
| ----- | ----- | ----- | ---- | ---- | ---- | ---- | ---- | ---- |
| 1 074 | 1 063 | 1 090 | 913  | 848  | 824  | 809  | 986  | 987  |

| 1962 | 1968 | 1975 | 1982 | 1990 | 1999 | 2005 | 2006 | 2010 |
| ---- | ---- | ---- | ---- | ---- | ---- | ---- | ---- | ---- |
| 954  | 947  | 888  | 774  | 674  | 671  | 672  | 672  | 707  |

| 2015 | 2020 | 2022 | - | - | - | - | - | - |
| ---- | ---- | ---- | - | - | - | - | - | - |
| 647  | 566  | 563  | - | - | - | - | - | - |

### Enseignement
Jumeaux ne possède que des écoles publiques :
- une école élémentaire de deux classes
- une école maternelle à classe unique.

## Culture locale et patrimoine

### Lieux et monuments
Jumeaux possède une église et un monument aux morts qui se situe sur la place. Devant l'église se trouve également un monument dédié à Maurice Sabbatier, et le point de vue du Rocher Montfaucon

### Personnalités liées à la commune
- Maurice Sabbatier (1829-1883), général de brigade commandant de la 5e brigade de renfort ;
- Jean Jacques Toussaint Bravard (1808-1871), député du Puy-de-Dôme, y est mort en 1871 ;
- Pierre Louis Besson (1855-1941), médecin, vice-consul à Fianarantsoa (1889-1895), puis résident.